# فار كراي برايمال
فار كراي برايمال (بالإنجليزية: Far Cry Primal) ، هي لعبة فيديو نشرتها شركة يوبي سوفت، وقد صدرت في فبراير على أجهزة ألعاب الفيديو الحالية وفي شهر مارس من عام 2016م صدرت على الحاسب الشخصي، وتدور القصة حول العصر الحجري في سنة 10 آلاف قبل الميلاد.

## ملخص
فار كراي برايمال هو جزء فرعي من سلسلة فار كراي من كتابة كيفين شورت. تبلغ مدة طور القصة الرئيسي 30 ساعة من اللعب
، تدور قصة اللعبة في فترة العصر الحجري الأوسط، أي قبل 12,000 سنة من الآن، في أرض خيالية في أوروس، اللعبة تعتمد على العالم المفتوح حيث سوف تشاهد الحيوانات البرية مثل الماموث والقط صابر ذو أسنان.

## قصة اللعبة
تدور أحداث القصة في العصر الحجري قبل 10 ألاف سنة قبل الميلاد وبالتحديد بعد نهاية العصر الجليدي مباشرةً حيث نلعب بدور البطل Takkar وهو صياد ماهر يسافر لأرض Oros الموحشة وهي أرض خيالية تقع في أوروبا الوسطى وسيكون بطلنا هو المسؤول عن عشيرته، وعليه أن يخرج لصيد الماموث والنمور المتوحشة ذات الأنياب الكبيرة مع الدخول في حروب ضد قبائل أخرى من أجل أن يفرض قبيلته علي الجميع، وهذا البطل لديه قدرة فريدة وتتمثل في السيطرة وترويض الحيوانات المفترسة في البرية بحيث يستطيع استخدامهم في القتال والسيطرة على الأراضي واللعبة تتضمن ثلاث قبائل وهم Wenja-Izila- Udam وبالطبع تلك القبائل تتحدث بنفس اللغة الغريبة التي يعتقد الكثيرين أنها اللغة السائدة في ذلك العصر ومن ثم سيصبح بطلنا زعيم قبيلته وتكون له اليد العليا في القبيلة.

## أسلوب اللعب
هذا الجزء المتواجد قبل الميلاد يعتبر مختلف كليا عن سلسلة اللعبة ولكنه مازال يحتفظ ببعض الأفكار والجيم بلاى السهل والمحبب من اللاعبين، اللعبة كما اعتدنا عليها في السلسلة ستكون من منظور الشخص الأول الذي يظهر سلاحه فقط، ولأول مرة لن نجد السلسلة لا تعتمد على الأسلحة النارية والتي تتميز بسهولة التصويب والقتال في المعارك، لذلك فأن هذا الجزء سيكون مخلف بشكل كبير في الأسلحة ونظام التصويب، فأسلحتك في اللعبة ستعتمد على التصنيع من موارد البيئة بحيث تصنع رماح مدببة من الخشب أو البلطة أو القوس والسهم ويتم تصنيعها بالأخشاب والحجارة وعظام الحيوانات.
الأسلحة في اللعبة جميعها قابل للنفاذ وله كميات محددة فلا يوجد شيء دائم لذلك سيكون عليك الحفاظ على الأسلحة والموارد والبحث عنها، كما أن الأسلحة التي بيدك وتضرب بها يمكنك التصويب بها أيضا بجانب التصويب بالقوس والسهم، فالبلطة يمكنك قذفها في الأعداء عن بعد أو الرماح المدببة يمكنك إلقائها على العدو عن بعد، ولكن لا تقلق فلن تضيع عليك هذه الأسلحة فيمكنك الحصول عليها مرة أخرى من الجثة، وهنا سنجد أن علامة التصويب تختلف عن تصويب الأسلحة النارية فسوف نجدها نقطة صغيرة حتى تستطيع أن تصوب على العدو بسهولة، ولكن في حالات التوتر والمعارك القاسية سيكون التصويب صعب جدا على اللاعبين لذلك يفضل استخدام الرماح والبلطة.
أيضا هناك أسلوب أخر في القتال وقد أعتدنا عليه في السلسلة وهو أسلوب القتل خلسة وهذا سيسهل علينا الكثير من المعارك، فعندما تذهب لمعسكرات القبائل يمكنك أن تتسلل إليها بخفة وتقتل من فيها بالخلسة بحيث يقوم بقتله بسكين حاد مكون من العظام، أيضا هناك نظام إشعال النيران بحيث عليك تعلم إشعال النيران من الحجارة ويمكنك إشعال الشعلة والقتال بها لحرق الأعداء، ويأتي نظام النيران بسبب تفاعل البيئة ودورة النهار والليل بحيث سيتحتم عليك إشعال النيران في الليل للرؤية أو لمقاتلة الحيوانات المفترسة وإبعادها عنك، كما سيتحتم عليك البحث عن الطعام فبعد المجهود والقتال سيكون عليك أطعام نفسك حتى تتحسن صحتك، فهذه المرة لن تشفي بشكل ذاتي ولكن عليك معالجة نفسك بالطعام من الأسماك أو الحيوانات.

## التطوير
اللعبة يتم تطورها من قبل استوديوهات Ubisoft Montreal وبمساعدة استوديوهات (Ubisoft Toronto-Ubisoft Kiev-Ubisoft Shanghai) وهي التي قدمت العديد من الأعمال الناجحة والقوية والتي بدأت في تخطيط جزء جديد من سلسلة Far Cry وبشكل مختلف وليس مكمل للجزء الرابع أو مجرد محتوى ولكن جزء خاص ومنفصل ذاته وهو الكلام الذي أكده المدير المبدع للعبة السيد (Alex Hutchinson), ففي 2 أكتوبر 2015 تم وضع اسم Far Cry Sigma على شبكة Steam مما أثار ضجة كبيرة بين اللاعبين أن الشركة تعمل على محتوى وليس لعبة كبيرة، ولكن في 6 أكتوبر أعلنت شركة Ubisoft جدول أعملها للعمل على مشروع جديد من سلسلة Far Cry ولكن هذا الخبر كان قد سرب قبله بيوم من IGN Turkey , وتم التصريح أن مخرج اللعبة هو المبدع Jean-Christophe Guyot الذي قدم لنا من قبل لعبة Prince of Persia , وفي 3 ديسمبر 2015 أعلن المدير المبدع Maxime Béland بأن اللعبة ستكون كبيرة في الحجم والمساحة مثل الجزء الرابع من السلسلة كما أكد أن اللعبة لن تحتوي علي نمط متعدد اللاعبين بل فقط نمط اللعب الفردي وأخيرا تم إصدار اللعبة في 23 فبراير 2016 علي الأكس بوكس ون وعلي الحاسب الآلي في 1 مارس من نفس العام.